# Пазолини (фильм)
«Пазолини» (англ. Pasolini) — драматический биографический фильм 2014 года режиссёра Абеля Феррары о последних днях итальянского режиссёра Пьера Паоло Пазолини, в роли которого — Уиллем Дефо.

## Сюжет
2 ноября 1975 года, Рим. Убит великий итальянский поэт и кинорежиссёр Пьер Паоло Пазолини. Он являлся символом искусства, борющегося против власти. Его труды были скандальными, его фильмы преследовались цензурой, многие люди любили его, а многие — ненавидели. В день смерти Пазолини проводит последние часы за обедом у своей любимой матери, а позже встречаясь с самыми близкими друзьями и бывшими любовниками, и, наконец, на крейсерской скорости выезжает в ночь на своём «Alfa Romeo» на поиски приключений в Вечном городе. На рассвете Пазолини был найден мертвым на пляже в Остии на окраине города.

## Актёрский состав
- Уиллем Дефо — Пьер Паоло Пазолини
- Мария де Медейруш — Лаура Бетти
- Риккардо Скамарчо — Нинетто Даволи
- Нинетто Даволи — Эдуардо Де Филиппо
- Джада Колагранде — Graziella Chiarcossi
- Адриана Асти — Сузанна Пазолини
- Валерио Мастандреа — Нико Нальдини
- Лука Лионелло — рассказчик, озвучка

## Производство
Продюсерами фильма выступили три компании: французская «Capricci Films», итальянская «Urania Pictures» и бельгийская «Tarantula», а позже присоединилась ещё одна французская кинокомпания — «Dublin Films». Съемки начались 28 января 2014 года в Риме. 13 февраля стало последним съёмочным днём, а в марте в интернете стали появляться кадры из фильма. В то же время режиссёр Абель Феррара заявил: «Я знаю, кто убил Пазолини», после чего его двоюродный брат Гвидо Маззон отметил: «Я надеюсь, то, что утверждает с такой уверенностью американский кинорежиссёр, верно, потому что мы не сможем вынести очередной акт необоснованной спекуляции». 8 августа итальянской компанией «Europictures» были приобретены права на прокат фильма.
Говоря о своей роли, в интервью на 67-м Каннском кинофестивале Уиллем Дефо отмечал, что:
Фильм рассказывает о последних днях жизни Пьера-Паоло Пазолини. Мне очень нравится этот персонаж и все, что он сделал. Это был настоящий провидец, предугадавший все, что будет происходить с глобализацией, с экономикой, культурой, обществом, — все, что вскоре произошло с Европой. Это не биография, это портрет. Мы выбрали такую форму, чтобы попытаться ухватить самую суть этого человека. Пазолини был очень деятельным и очень плодотворным, и оставил огромное наследие: эссе, поэзию, фильмы, комиксы… Но знаю ли я его на самом деле? Я попытался проникнуться его произведениями, чтобы представить себя на его месте.
Ранее Дефо уже снимался у Феррары в фильмах «Отель „Новая роза“» (1998), «Сказки стриптиз-клуба» (2007) и «4:44 Последний день на Земле» (2011).
В фильме присутствует экранизация незавершённого последнего фильма Пазолини Порно-Тео-Колоссаль. В этой экранизации одну из двух главных ролей играет один из любимых актёров Пьер Паоло Нинетто Даволи. Он играет ту же роль, что и в указанном фильме.

## Показы
Являясь одним из фильмов, открывающих 71-й Венецианский кинофестиваль, «Пазолини» претендовал на главный приз — «Золотой лев». Кроме того, фильм был показан в программе «Специальный показ» 39-го Кинофестиваля в Торонто.